# Kepler-47 (AB)c
Kepler-47 (AB)c è un pianeta extrasolare circumbinario che orbita attorno a Kepler-47, una stella binaria situata nella costellazione del Cigno, distante circa 3420 anni luce dal sistema solare. Il pianeta è stato scoperto nel gennaio 2012 con il metodo del transito, grazie ad osservazioni effettuate con il telescopio spaziale Kepler.
Il sistema binario è formato da una nana gialla poco meno luminosa del Sole e da una più debole nana rossa, avente una luminosità dell'1,4% di quella solare. Le due componenti si trovano ad una distanza di appena 12,5 milioni di km l'una dall'altra, mentre il pianeta orbita attorno ad entrambe in 303 giorni.

## Caratteristiche
Il pianeta ha un raggio 4,6 volte quello terrestre ed è un gigante gassoso delle dimensioni di Nettuno, nonostante la massa non sia nota con precisione la sua densità pare molto bassa, di circa 0,17 g/cm³, molto minore a quella di Saturno, il pianeta meno denso del sistema solare. 
La distanza dalla coppia di stelle è circa la stessa che separa la Terra dal Sole (0,99 UA) e considerando la luminosità delle stelle si trova nella zona abitabile del sistema. Essendo un gigante gassoso probabilmente è circondato da una densa atmosfera e non ha una superficie solida, ma su un suo possibile satellite di dimensioni terrestri è possibile la presenza dell'acqua allo stato liquido, condizione considerata fondamentale per lo sviluppo della vita.